# Leptodermis ludlowii
Leptodermis ludlowii là một loài thực vật có hoa trong họ Thiến thảo. Loài này được Springate mô tả khoa học đầu tiên năm 1996.